# 北海道道28号当別浜益港線
北海道道28号当別浜益港線（ほっかいどうどう28ごう とうべつはまますこうせん）は、北海道石狩郡当別町と石狩市浜益区を結ぶ道道（主要地方道）である。

## 概要
南北に長い当別町を当別川に沿うように縦走する。当別町四番川から石狩市浜益までは国道451号との重複区間となっている。

### 路線データ
- 起点：北海道石狩郡当別町樺戸町（国道275号・北海道道81号岩見沢石狩線交点）
- 終点：北海道石狩市浜益区浜益（浜益漁港）
- 総延長：65.576 km[1]
- 実延長：38.728 km[1]
- 重用延長：26.848 km[1]

### 道路管理者
- 空知総合振興局 札幌建設管理部 当別出張所

## 歴史
- 1954年（昭和29年）3月30日 - 63号として路線認定[2]。
- 1993年（平成5年）5月11日 - 建設省から、道道当別浜益港線が当別浜益港線として主要地方道に指定される[3]。
- 1994年（平成6年）10月1日 - 路線番号を28号に変更[4]。
- 2012年（平成24年）2月3日 - 当別ダムの付替道路（新ルート）が全線開通[要出典]。

## 路線状況

### 重複区間
- 北海道道11号月形厚田線（当別町字青山奥）
- 国道451号（当別町字青山奥四番川 - 石狩市浜益区浜益）
- 国道231号（石狩市浜益区柏木 - 石狩市浜益区浜益）

### 道路施設

#### 主な橋梁
- 当別新橋（149 m、当別川、当別町樺戸町）
- 青山橋（99 m、当別川、当別町）
- 水分橋（121 m、当別川、当別町）
- 八万坪橋（86 m、-、当別町）
- 学校の沢橋（76 m、-、当別町）
- 中山の沢橋（67 m、当別川、当別町）
- 青山春橋（49 m、当別川、当別町）
- 青山夏橋（23 m、当別川、当別町）
- 青山秋橋（82 m、当別川、当別町）
- 青山冬橋（144 m、当別川、当別町）
- 小松の沢橋（132 m、当別川、当別町）
- 望郷橋（490 m、当別川、当別町）
- 川崎橋（48 m、当別川、当別町）
- 青山奥橋（60 m、当別川、当別町）
- 大袋橋（53 m、当別川、当別町）
- 砂金橋（60 m、砂金川、当別町）
- 鶺鴒橋（94 m、当別川、当別町）
- 昇竜橋（215 m、当別川、当別町）
- こちよう橋（56 m、当別川、当別町）

#### 主なトンネル
- 玉の湯トンネル (295 m)

## 地理

### 通過する自治体
- 石狩振興局
  - 石狩郡当別町
  - 石狩市

### 交差する道路
当別町
- 国道275号 - 樺戸町（起点）
- 北海道道81号岩見沢石狩線 - 樺戸町（起点）
- 北海道道11号月形厚田線 - 青山奥
- 北海道道11号月形厚田線 - 青山奥
- 国道451号 - 青山奥四番川

石狩市
- 国道231号 - 浜益区柏木
- 国道231号上（国道451号重複） - 浜益区浜益（終点）

### 沿線にある施設など

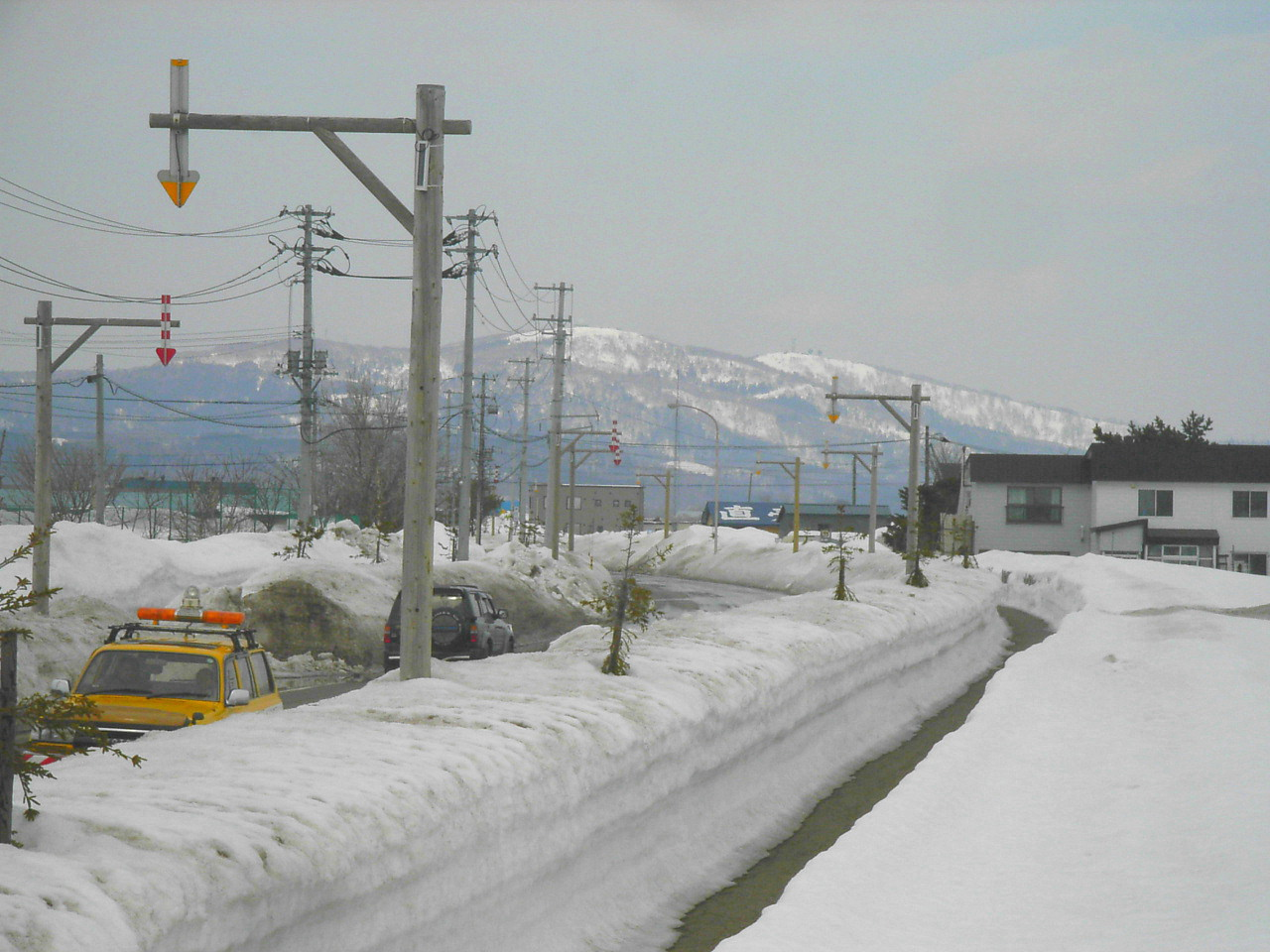
当別町の郊外（2005年3月）

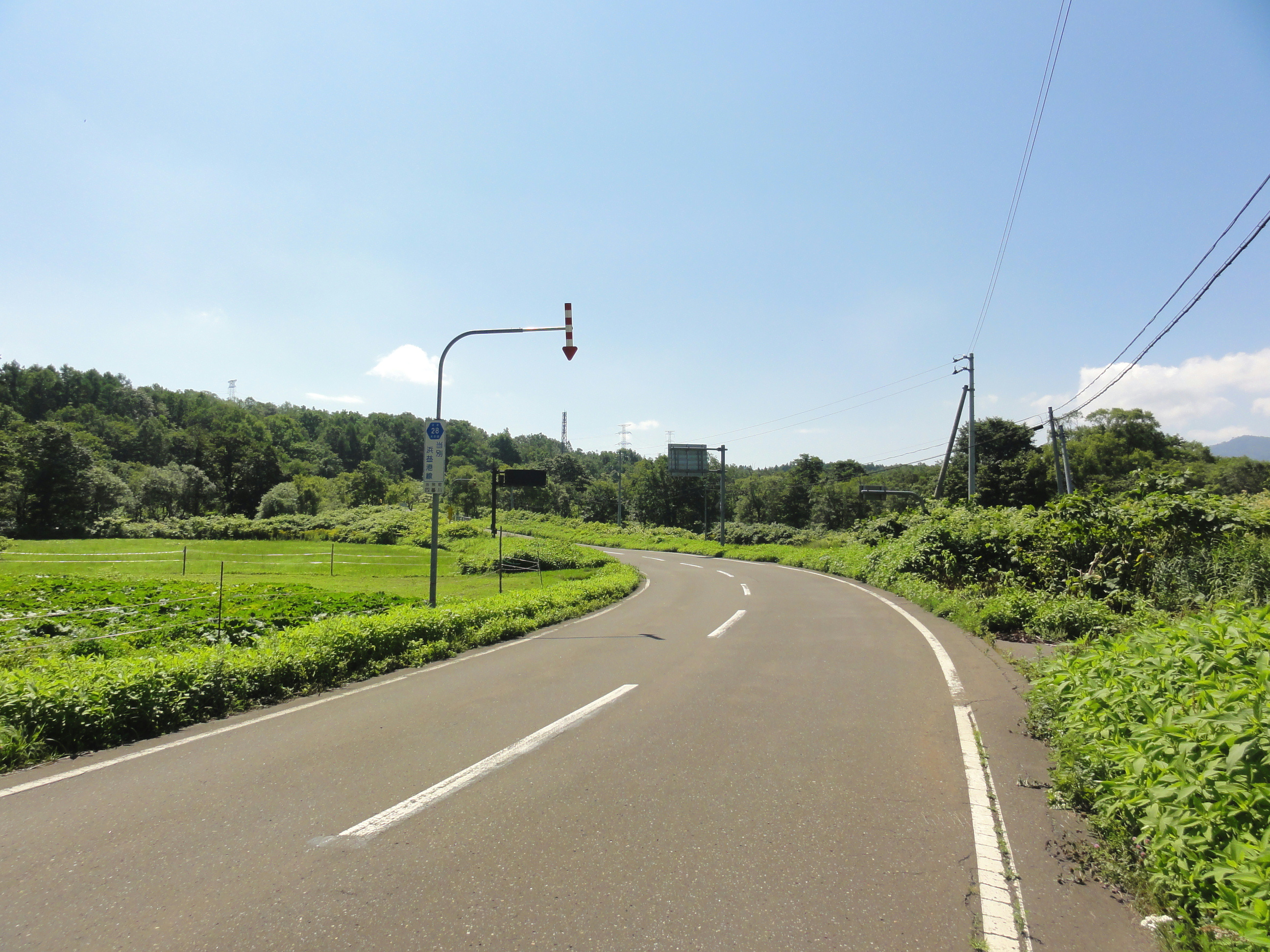
当別町字青山奥四番川付近（2012年8月）

当別町
- 北海道当別高等学校
- 弁華別郵便局
- 石狩平原カントリークラブ
- 当別ダム
- 当別町役場青山農業センター
- 北海道立道民の森青山中央地区
- 青山ダム
- 北海道立道民の森青山ダム地区